# Chiesa di Santa Maria Maddalena (Vicenza)
La chiesa di Santa Maria Maddalena, detta anche delle Maddalene Vecchie, è un edificio religioso tardogotico quattrocentesco situato ai bordi della città di Vicenza, alle pendici del monte Crocetta nella frazione di Maddalene.

## Storia

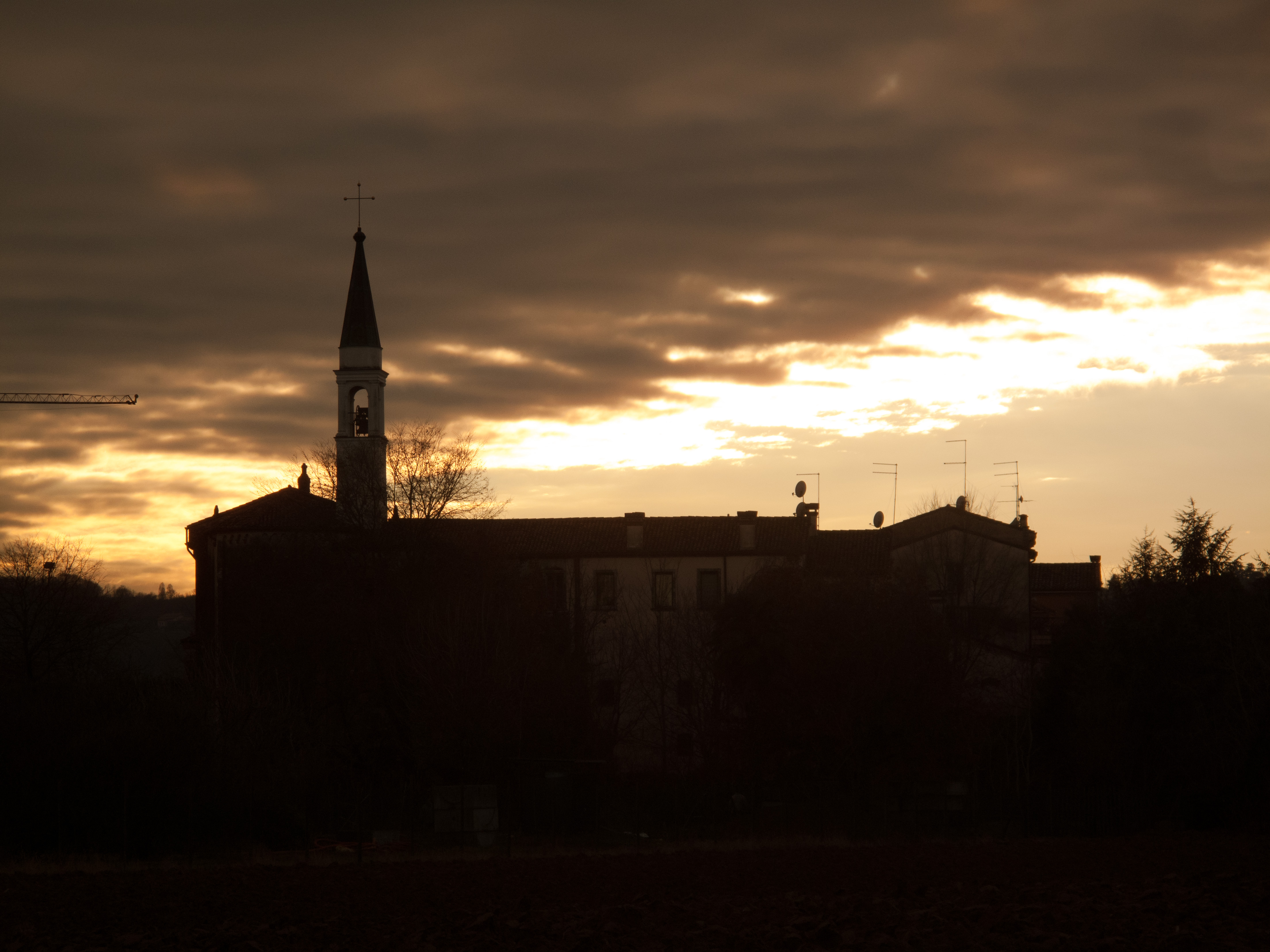
Profilo della chiesa

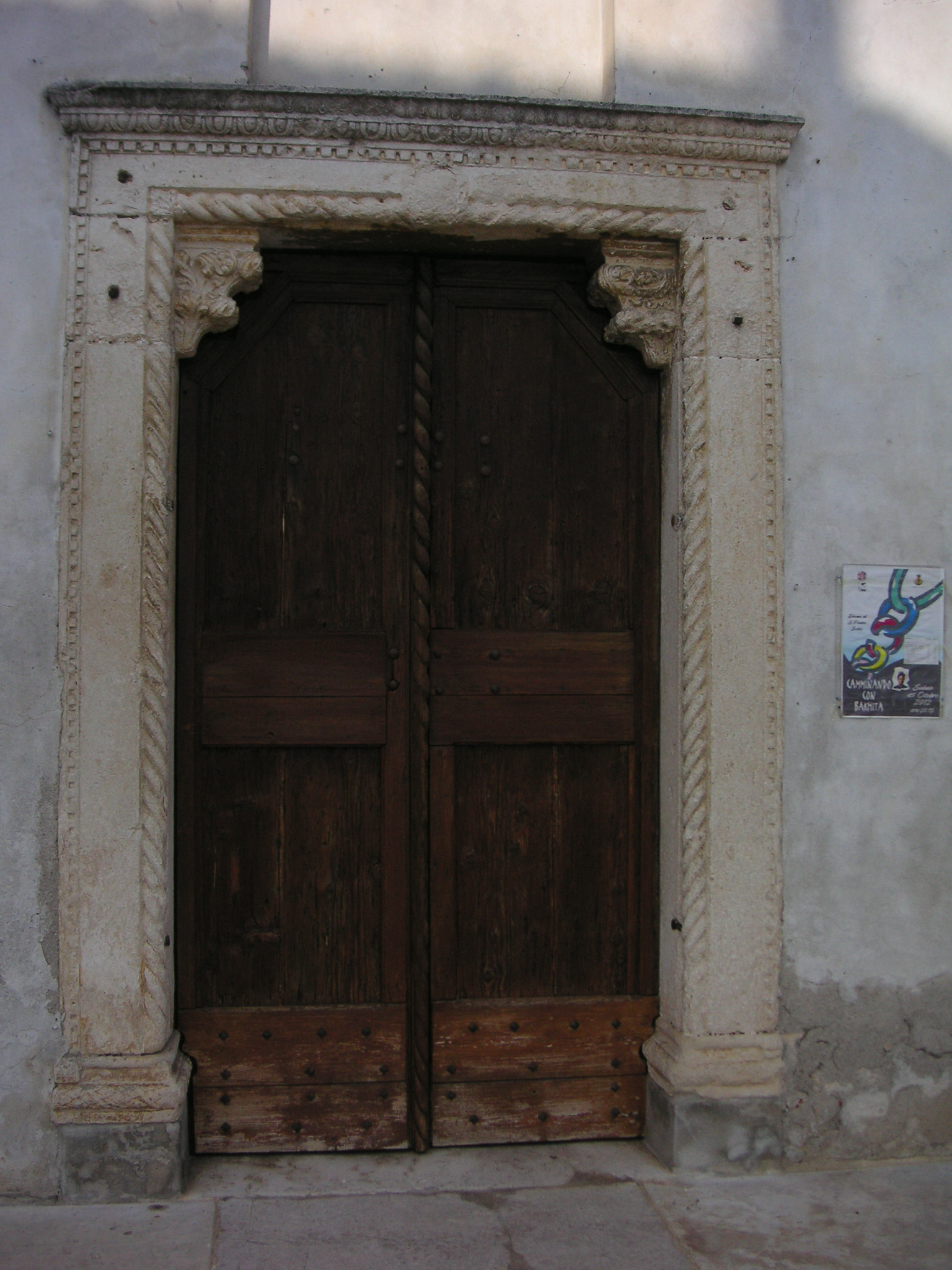
Portale della chiesa, XIV secolo

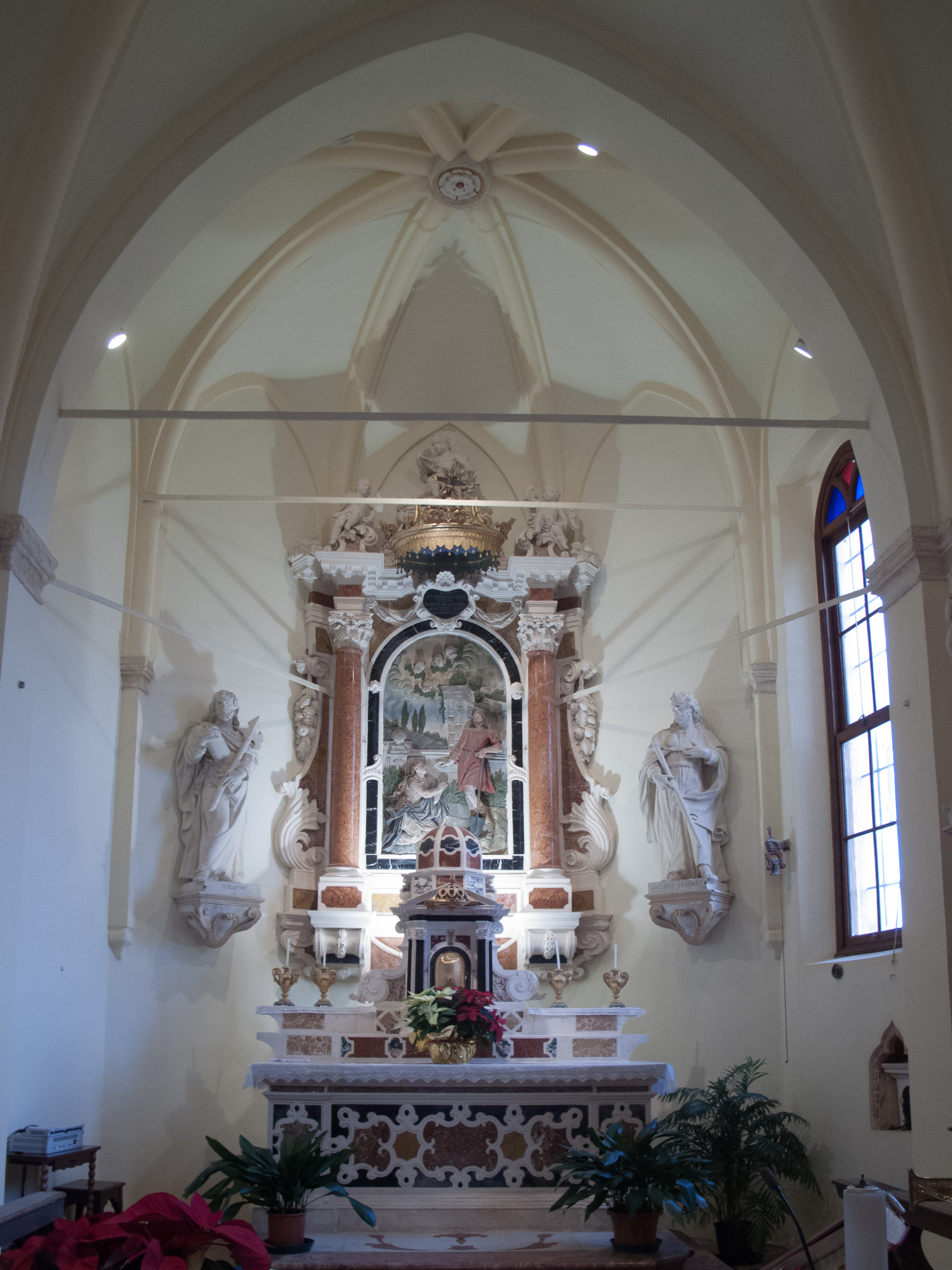
Vicenza - Chiesa di S. Maria Maddalena - interno

Sembra che una piccola cappella, affiancata da un ospitale, siano stati costruiti intorno all'anno 1000 su un rilievo alle pendici del Mons famulorum, il Monte dei Servi ora Monte Crocetta, appartenente all'abbazia benedettina dei Santi Felice e Fortunato. Di questa cappella parla il vescovo Astolfo nel 1033, quando in un suo Privilegium afferma di aver concesso, sempre ai benedettini, monticellum iuxta Civitalum cum capella.
Per quanto riguarda il nome, il Barbarano riferisce di un ospitale intitolato a Santa Maria Maddalena, il che fa pensare che ospitasse donne di vita convertitesi in monache, dedite alla preghiera e alla cura dei malati.
Nel 1234 - annota il Pagliarini nelle sue Croniche - qui esisteva un monastero femminile di un ordine non noto; esso però fu abbandonato verso il 1300 a causa delle continue guerre che devastavano il territorio e rendevano la zona insicura; alla chiesetta e al complesso degli edifici rimase tuttavia il nome, come appare nelle molteplici mappe custodite negli archivi pubblici.
Nel corso dei secoli la chiesa e il piccolo monastero passarono per diverse mani: i primitivi proprietari, i benedettini di San Felice, nel 1427 lo concessero a una comunità di eremiti; poco tempo dopo Gabriele Condulmer, familiare di uno di questi, quando divenne papa Eugenio IV tolse il complesso ai benedettini e lo diede all'arcidiacono della cattedrale di Vicenza. A sua volta l'arcidiacono Antonio de Candiani vi insediò i frati Gerolimini della congregazione del beato Pietro Gambacorta da Pisa (anche se i vicentini non si dimostravano contenti di questa assegnazione e avrebbero preferito gli Eremiti di fra Simone da Camerino).
I Gerolimini, successivamente confermati da decisioni sia vescovili che papali, rimasero alle Maddalene per oltre due secoli; in questo periodo i Gerolimini si preoccuparono di restaurare la chiesa, ampliare il convento, bonificare le paludi attigue trasformandole in campi fertili, rendendo così il complesso conventuale il maggior punto di riferimento delle campagne circostanti.
Nel 1580 in questa località - ormai costantemente denominata Le Maddalene - giunsero i Contarini seguiti poi dai Gozi; i Bissari, nobili proprietari del feudo di Costafabbrica, si instaurarono invece a nord del convento nella zona che prese il nome di Costabissara. Nel 1700 fu la volta dei Marchesini, che si sostituirono ai Contarini e ai Gozi.
Il 3 settembre 1772 il Senato della Repubblica di Venezia decretò la soppressione, tra gli altri, anche del convento delle Maddalene e la vendita all'asta dei relativi beni; i Gerolimini furono trasferiti nell'eremo di loro proprietà sulla cima del Monte Summano. Per ben tre volte l'asta andò deserta in piazza San Marco a Venezia; soltanto nel maggio 1774 un prete veneziano, don Francesco Ferri, fece una proposta di acquisto. La vicenda si protrasse per 19 anni finché subentrò nell'acquisto della chiesa e di una parte del convento il nobile Antonio Beregan, che il 29 settembre 1793 li donò, con atto pubblico, agli abitanti della "Coltura di Santa Croce", immobile che da allora per convenzione appartiene al Comune di Vicenza.
Con la riorganizzazione napoleonica delle parrocchie, la chiesa delle Maddalene divenne curazia, sotto la giurisdizione della parrocchia dei Carmini ma con relativa autonomia, come quella di tenere separati registri anagrafici. Quando la popolazione aumentò e si creò un nuovo insediamento più a valle, ingrandendo la località Capitello che si era sviluppata lungo la statale del Pasubio, lì venne costruita la nuova chiesa dedicata a San Giuseppe e venne trasferita la sede curaziale che poi, nel 1946, divenne parrocchia a sé stante.
Nel 1992 si costituì il "Comitato del Restauro" formato da un gruppo di cittadini del quartiere di Maddalene, che due anni dopo ottennero il riconoscimento da parte dell'Amministrazione comunale di Vicenza. Essi proposero progetti di salvaguardia e recupero del complesso conventuale che furono realizzati negli anni seguenti, nell'ordine: il tetto, il controsoffitto ligneo, il portale d'ingresso, il sagrato, il pulpito, i confessionali.

## Descrizione

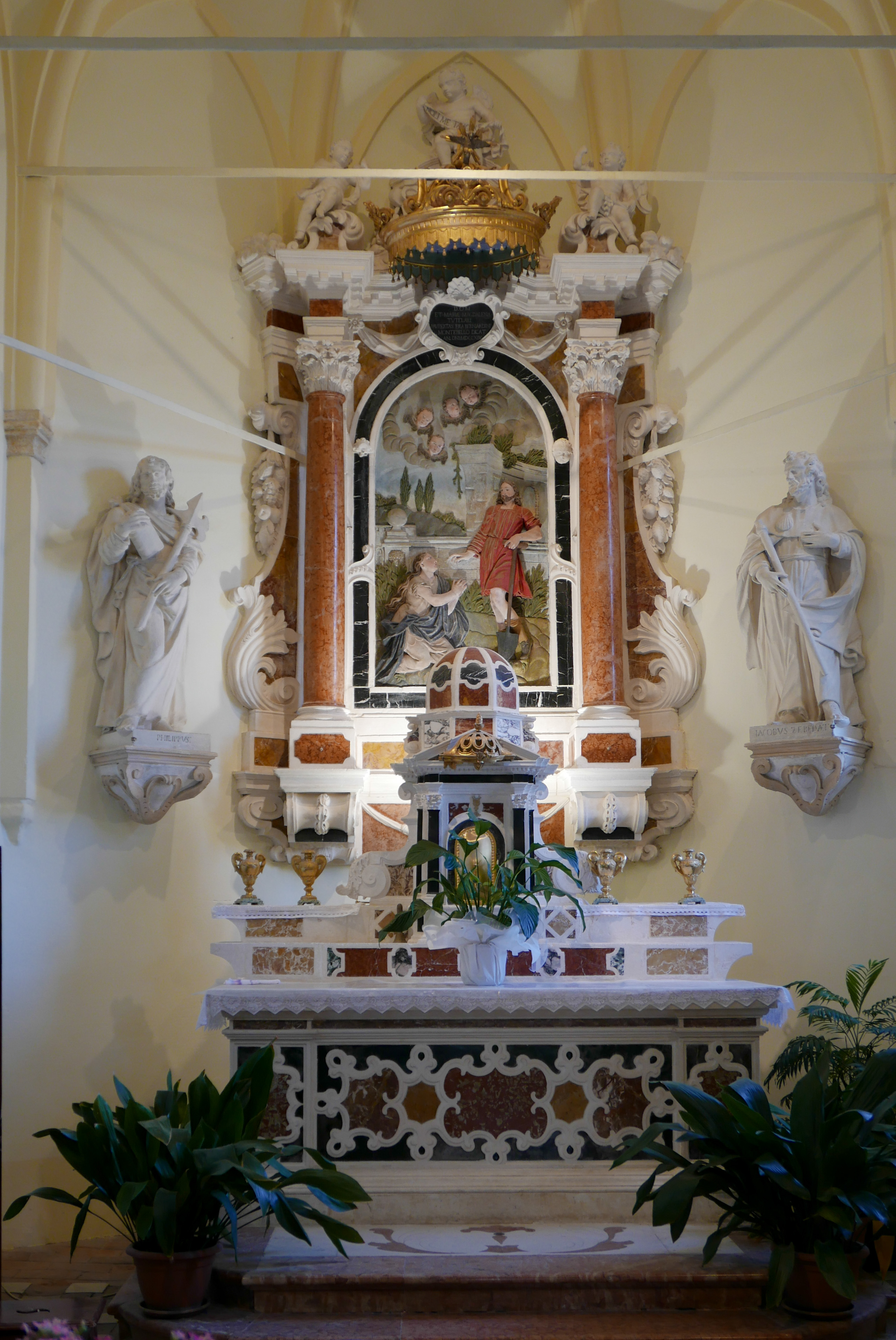
Altare maggiore, di fine Seicento

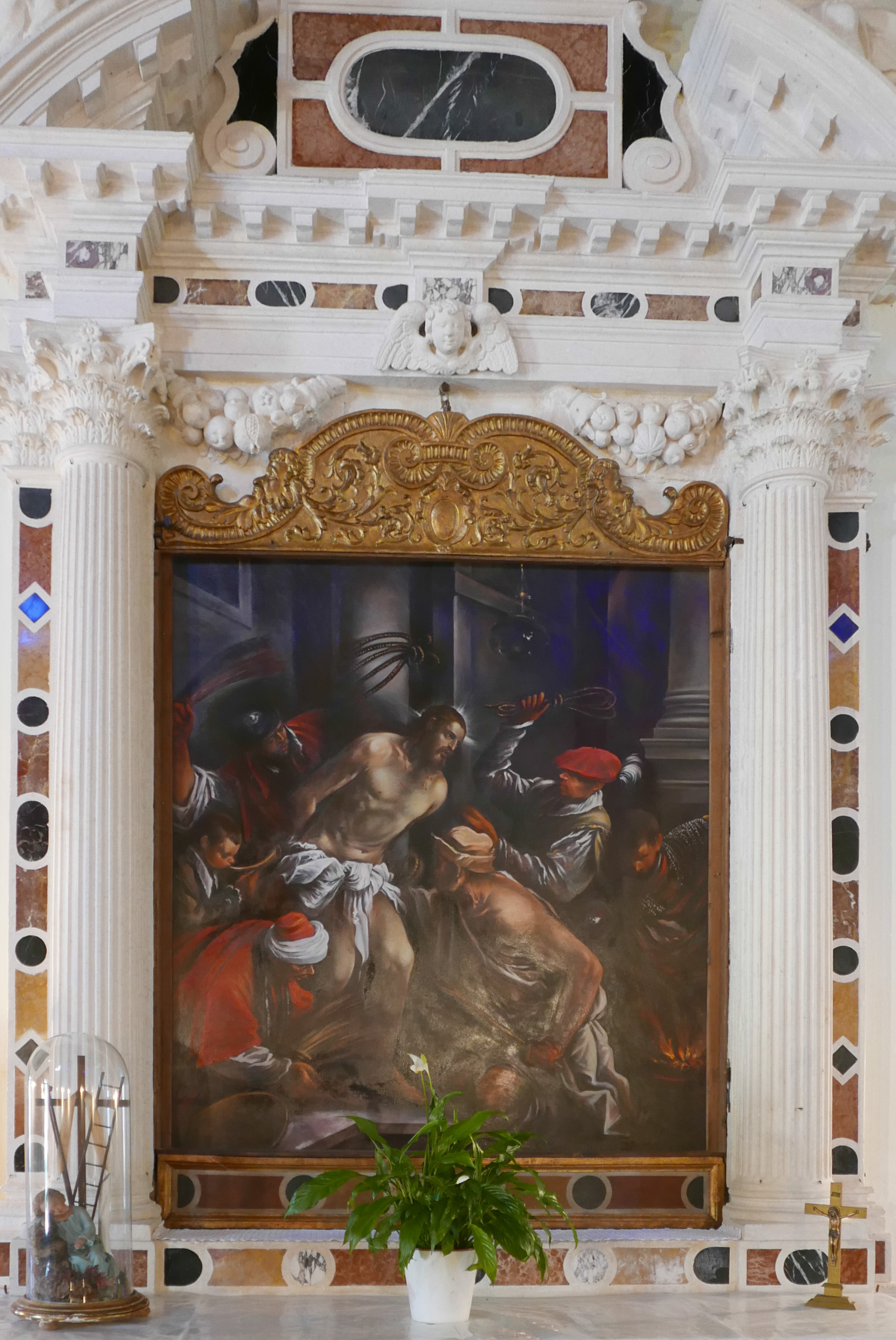
Flagellazione, di Jacopo da Bassano

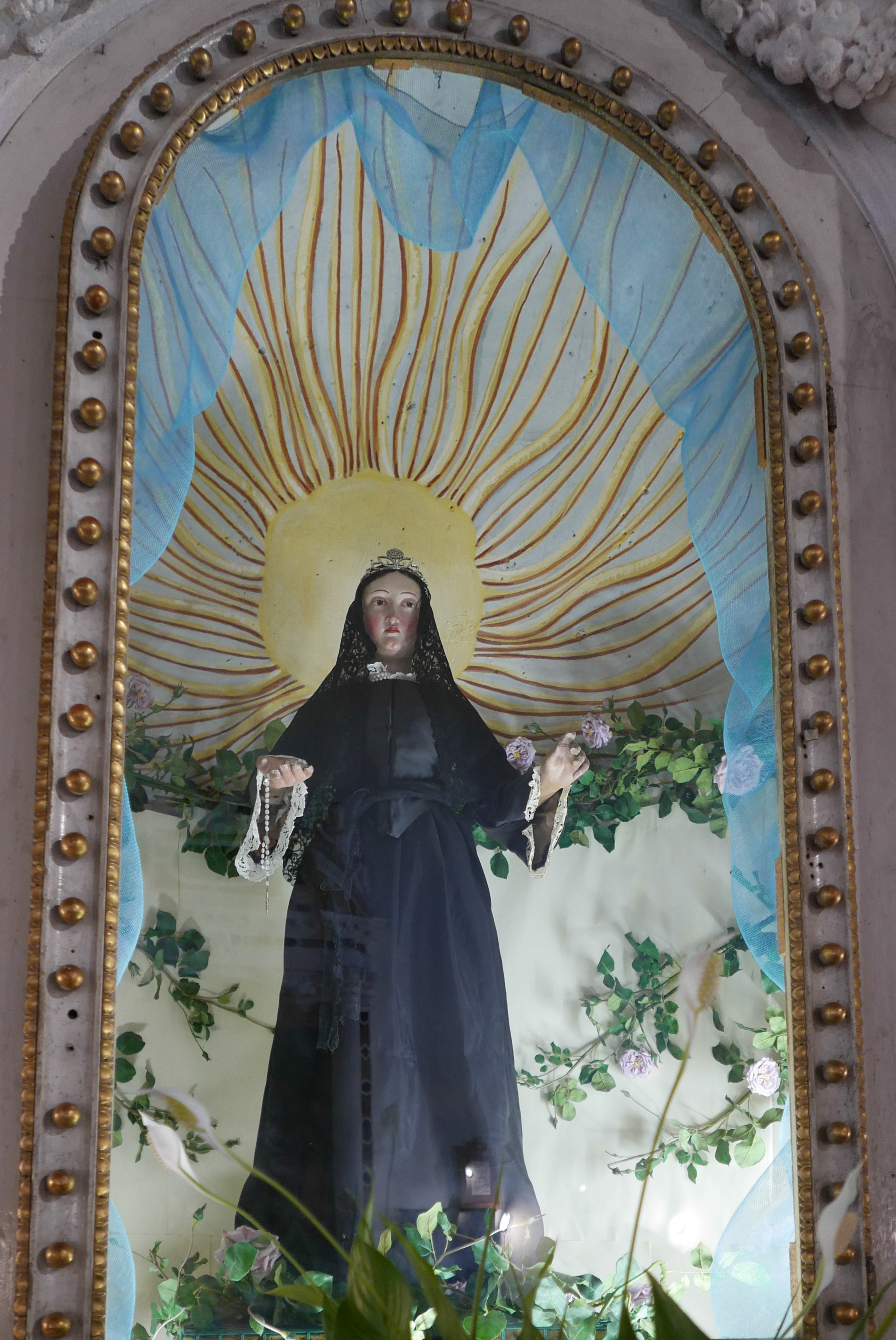
Madonna nera

### Interno
La chiesa e ciò che rimane del chiostro sono in stile tardo gotico, come era uso nella seconda metà del Quattrocento.
All'interno della chiesa, a navata unica, vi è un controsoffitto ligneo, rimesso a nuovo nel 1998; si tratta di un unicum tardo-rinascimentale di rara bellezza ed originalità che trova somiglianza solamente in alcuni palazzi veneziani. Per la sua forma di carena rovesciata richiama il soffitto della Basilica Palladiana.
L'apparato pittorico
Per quanto riguarda l'apparato pittorico, oggi la chiesa risulta particolarmente spoglia, essendo state le tele qui conservate portate in parte nella chiesa parrocchiale e in parte nella pinacoteca civica di Vicenza.
Nell'altare di destra la prima tela rappresenta la Madonna con il Bambino e Sant'Antonio da Padova; la seconda tela raffigura l'apparizione della Vergine al vescovo Andrea Corsini e fu realizzata dal nobile vicentino Clemente Muzzi.
La tela più importante è La flagellazione di Cristo attribuita alla bottega di Jacopo da Ponte, noto anche come il Bassano, e donata alla chiesa delle Maddalene tra il 1665 e il 1669 dal nobile Contarini. Della tela è ora possibile vedere, all'interno della chiesa e posta sull'altare di sinistra, una riproduzione realizzata da Corrado Zilli.
L'altare maggiore
Opera della bottega di Zuanne Merlo, che lavorava nel vicentino nella seconda metà del Seicento, è costruito in pietra tenera di Vicenza e marmi policromi accostati con la tecnica della tarsia. È stato restaurato nel 2007.
La Madonna nera
Si tratta di un mezzo busto in legno, la cui semplice fattura fa pensare all'opera di un modesto artigiano locale di fine Settecento, denominata Madonna nera per il colore del vestito scuro. Secondo la tradizione veniva portata in processione il venerdì Santo e durante i funerali a testimonianza di solidarietà con la famiglia in lutto. Abbandonata nella cripta dalla fine degli anni cinquanta del XX secolo, è stata restaurata nel 2006 e collocata nicchia dell'altare di destra; è stata ripresa anche la tradizione della processione intorno alla chiesa dopo la messa serale.

### Chiostro
Del chiostro rimangono due lati formati da arcate a sesto acuto poggianti su esili colonnine di pietra; il porticato racchiuso dalle arcate è coperto da volte a crociera che poggiano, dalla parte opposta, su capitelli pensili.
La parte del lato maggiore, rivolto a est, è stata ristrutturata con archi a sesto acuto in cotto a vista ed è abitata, mentre quella del lato minore a sud, ancora disabitato, ha colonne in pietra di un precedente loggiato.